# Atonale
'Atonale' is een novelle van de Nederlandse auteur Willem Frederik Hermans, geschreven tussen 29 oktober 1941 en 3 januari 1942 en voor het eerst gepubliceerd in het september-oktobernummer 1951 van het tijdschrift Podium, met als ondertitel: 'een moderne sage'. Ingenieur Nikol Varenhijt heeft de leiding over een 'Astaroth' genaamde fabriek in briketten en strijdgassen. De door de fabriek geproduceerde briketten vormen een lint dat in zes jaar de wereld over is getrokken en bij terugkeer de fabrieksmuren vernietigt. Sinds het verhaal werd opgenomen in de tweede druk van de verhalenbundel Moedwil en misverstand uit 1961 is het vrij veel bestudeerd; biograaf Willem Otterspeer noemt het dan ook 'een van zijn beroemdste verhalen'. Literatuurcritica Toef Jaeger riep 'Atonale' in NRC Handelsblad van 29 oktober 2020 uit tot 'een van de mooiste verhalen uit de Nederlandse literatuur'.
Het verhaal kent een specifieke allegorische constructie die psychomachia wordt genoemd, waarbij de nevenfiguren afsplitsingen zijn van hoofdpersoon Varenhijt. Volgens de freudiaanse duiding is de fabriek een spijsverteringsstelsel waarbij de briketten en strijdgassen uit de anus komen. Het verhaal kent een drievoudige cyclische structuur: het volgt de cyclus der seizoenen omdat het zich afspeelt van herfst tot herfst, de dagcyclus omdat het begint op een ochtend en eindigt met het avondrood, en de cyclus van een mensenleven omdat Varenhijt eindigt als de oude man met wie hij in het begin kennismaakt en schaatst. De thematiek is de tot mislukking gedoemde almachtsfantasie van de hoofdpersoon.
De hoofdpersoon, die een stalen wil en tucht belichaamt, is verwant aan het titelpersonage van Bint van F. Bordewijk. Ook is inde novelle veel terug te vinden van het officiële debuut van de auteur, het verhaal 'Uitvinder' uit 1940.

## Samenvatting
Nikol Varenhijt is ingenieur op het fabriekscomplex N.V. Verenigde Bedrijven 'Astaroth' dat zich bezighoudt met de productie van briketten bruinkool en strijdgassen. Het door prikkeldraad afgegrensde fabrieksterrein vormt 'een eigen heelal' waarvoor de vogels omkeren en anders dood neervallen. Er wil niks groeien en zelfs de wind wordt 'door het zwavelig aroom' van de fabriek aangetast en de regen verkleurt door roet. Alleen de zon kan op zomerdagen niet weerhouden worden. Toen de fabriek vijf jaar bestond, heeft een opzichter aan een bezoekende schoolklas uitgelegd dat de fabriek twee briketten per seconde produceert, een rij van 'bijna zes mijl briket per dag.' Deze vormen een lint dat over bijna zes jaar om de aarde zal zijn gegaan. De machines van de fabriek zijn 'de sterkste van het continent' en kunnen de stroom gaande houden. Dan zal het lint briketten de westzijde van de fabriek bereikt hebben en de muren verwoesten.
Directeur Slibvisser, voorzien van een 'goorwit' hoofd omspannen door blauwe aders, heeft een echtgenote, Maya, die in deze atmosfeer niet leven kan en weigert adem te halen. Varenhijt ontwikkeld een soort zuurstofapparaat dat haar longen van zuurstof voorziet ook al werken de longspieren niet mee; de zuurstof wordt zonder instemming van Maya toegediend. Adelphe, van wie Varenhijt vermoedt dat haar achternaam Erbarmen luidt, gaat naar de directeur om hem op te beuren. Slibvisser vertelt haar dat hij Maya op het industrieterrein heeft leren kennen toen ze eenentwintig was en dat ze nu zes jaar getrouwd zijn. Na een jaar vertelde zij haar man dat zij op het terrein niet kan ademen. Die avond dat zij dat vertelde, waren zij terug van een feest met andere industriëlen, waarbij zij, staande op het balkon, door een groep mijnwerkers werden toegezongen zonder de woorden te kunnen verstaan. Daarna hield een van de mijnwerkers een toespraak die door de anderen met applaus en gebalde vuisten wordt ondersteund. De politie moest de industriëlen ontzetten.
Toen Slibvisser eens drie dagen op zakenreis was, hebben Varenhijt en Maya elkaar goed leren kennen. Acht maanden later werd Maya's zoon Albert geboren, die meer op Varenhijt dan op Slibvisser leek. 'Maar ja, acht maanden!'
Als Adelphe Varenhijt vraagt waarom hij zich tegenover haar als laborant voordeed terwijl hij een hogere positie bekleedt, antwoordt hij dat hij sinds zijn promotie niet meer gewoon is ondervraagd te worden: "Wie tegen de zon zijn tong uitsteekt, moet blind zijn of vrezen het te worden." Adelphe die vindt 'dat de vesting rijp voor een bestorming was,' komt met Varenhijt spreken, maar omdat zij geen aanvang weet te maken zitten ze een poos zwijgend tegenover elkaar. Varenhijt vermoedt dat van Adelphe de fabriek in elkaar mag storten, als Maya maar weer ademen kan. Adelphe op haar beurt schrijft Varenhijt de gedachte toe: 'Hij zou willen dat er geen mensen meer waren, alleen machines.' Varenhijt ziet zichzelf als een machine en Adelphe voorziet dat Varenhijt eenmaal zal breken, door iets menselijks als een naar boven komende herinnering of een imperfectie aan de fabriek. Dan zal hij aangewezen zijn op 'mijn soort', die hem zal moeten voeden en wassen. 'En wat ben je daarna nog? Een kleine jongen die met voetzoekers heeft gespeeld.'
Vervolgens breekt een periode van gewenning aan. Varenhijt wordt een 'stalen figuur', 'een rad in zijn eigen machine'. Albert mag af en toe een uur bij zijn moeder Maya op bezoek. Telkens als Adelphe niet oplet, probeert hij de zuurstofkraan dicht te draaien. Als Adelphe een keer bij Kakus in diens appartement is, probeert hij haar te zoenen maar zij weert hem af: "Kussen zowel geven als nemen, gaat alleen onder de stolp der Liefde." Kakus zegt dat iedereen altijd goed voor hem is geweest uit vrees voor Varenhijt, maar nu niet meer. Hij bezweert Adelphe dat hij miemand anders dan haar kan bedenken van wie hij houden kan, waarna hij stopt met zijn 'gejammer als een zuigeling die moe is en slapen gaat.' Adelphe komt tot het inzicht dat 'de bom' die zij in hem had 'geplant' tegen haarzelf was losgebarsten in plaats van tegen Varenhijt.
Kakus gaat naar Varenhijt, die door het open raam voor het eerst sinds lang 'het gefluit van lijsters' hoort en daarin een dreigend gevaar voelt. Varenhijt bezoekt Maya die er in zijn ogen hetzelfde uitziet als een half jaar geleden. en raakt onder de indruk van door de hele kamer heen opgestelde 'zwarte rozen die verrukkelijk geurden'. Hij neemt haar hand, eerst ontroerd, dan zakelijk zoals een dokter de pols van een patiënt. Hij draait de zuurstofkraan een stukje dicht, waarop zij rood wordt en haar hartslag stijgt. Ook lijkt er een lach op haar gezicht te komen. Dan hoort hij een klok twaalf slaan en draait de kraan weer open. Als hij vertrekt, komt net Adelphe aan met het karretje waarin Albert zit. Varenhijt vraagt haar wat zij nu eigenlijk van hem wil. "Mensen als ik willen niets. Zij doen iets anders waarvan ik u niet kan zeggen wat het is. Ik kan er geen naam aan geven, maar willen is het niet." Dan verwijt zij hem te veel te willen: "U houdt er zo veel van te willen, dat u ook nog voor een ander willen wilt." Maar mensen zijn geen machines, waarop Varenhijt reageert: "De machine veracht ik niet, zijn menselijk evenbeeld wel. Was het alleen maar omdat ik hem slechts veranderen, niet scheppen kan."
Op een zomerdag gaat Varenhijt met Albert wandelen, 'zoals een oom, vóór de begrafenis wat met het zoontje van de overledene gaat wandelen om zijn zinnen te verzetten.' Ze dalen de kolengroeve af en er aan de overkant weer uit. Varenhijt overweegt dat het nu het zesde jaar is en dus het lint kolenbriketten zijn gang om de aarde moet hebben voltooid. Dan ziet hij de eerste briketten door het gras aankomen, met grijsgroene zwammen begroeid en nauwelijks zwart meer. Albert gaat op het lint briketten staan en valt er even verder af, waarbij hij zijn geplukte madeliefjes laat vallen. Varenhijt zoekt ze weer bij elkaar. Hij wordt voor het eerst in jaren 'treurig en sentimenteel' als hij ziet Albert naar het boeket kijkt of hij de bloemen nooit meer zal loslaten. Terwijl de briketten hun vernietigingswerk aanvangen, betreedt Varenhijt de 'halfduistere machinehal, die koel en rein was als een ziekenzaal.' Hij schakelt de machines uit zodat het lint tot stilstand komt, maar als de stilte invalt, schakelt hij ze in een impuls toch weer in.
Na een treinreis loop Varenhijt op een zonnige dag over een boulevard en laat een foto van zichzelf nemen door een straatfotograaf. Hij ziet eruit als 'een oud man, haren en snor wat verwilderd en wit.' In dezelfde stad staat Huize Avondrood, waar Varenhijt zich vervoegt. In de nissen staan twee door duiven ondergescheten Afrodite's. In de serre krijgt Varenhijt een vaste plaats bij het raam, omdat zijn ogen het slechtst zijn. Beelden komen uitsluitend nog uit zijn herinnering. In het geluid van de regen herkent hij 'een nocturne atonale, met snelle loopjes, langademige stoottrillersen akkoorden in de gootpijp na. Kakus bespeelt de regenfluit, dacht Varenhijt.' Hij krijgt eenmaal bezoek van Annie Slibvisser, die "verjaagd zoals u" is en komt kijken of hij haar nog kent. Haar bezoek montert hem zodanig op dat hij haar verzoekt hem met Nikol aan te spreken, na het afscheid probeert hij te merken of zij zich nog omdraait maar kan dat niet zien.

### Personages
- Nikol Varenhijt, ingenieur
- Kakus, assistent van Varenhijt
- Slibvisser, directeur van Astaroth
- Abersson, procuratiehouder
- Annie Slibvisser, nicht van Slibvisser
- Maya, vrouw van Slibvisser
- Adelphe, verpleegster
- Albert, zoontje van Maya

## Titel en ondertitel
'Atonale' is niet alleen de titel van de novelle, maar ook van het dertiende en laatste hoofdstukje daarvan. Varenhijt meent in het geluid van de regen een 'nocturne atonale' te horen, 'met snelle loopjes, langademige stoottrillers en akkoorden in de gootpijp na.' Atonaal, aldus onderzoeker Koen Vermeiren, is een muzikale term die aanduidt 'dat een compositie niet in één bepaalde, doorgaande toonaard is geschreven'.
In 1951 verscheen de novelle in Podium met een uit de latere boekversie weggelaten ondertitel: 'een moderne sage'. Karakteristiek voor een sage, aldus Vermeiren, 'is het spanningsveld tussen een menselijke en een bovennatuurlijke wereld, en in de strijd tussen beide zal de mens het onderspit moeten delven.' Varenhijt neemt het op tegen de chaos en de natuurkrachten en grijpt hiermee boven zijn macht.
Volgens Dupuis duidt de titel ook op het genre, of de constructie, van het verhaal als psychomachia. 'Atonale' verwijst immers naar het geluid van de regen en als zodanig naar 'een bepaald bestanddeel uit de resonantieruimte van het verhaal'.

## Structuur
Het verhaal, aldus Ed Popelier in zijn monografie, geeft de thematiek van Hermans 'in verhulde vorm' en stelt de lezer daarom voor problemen. In 1971 publiceerde Jan Fontijn een interpretatie die erop neerkomt dat de bijfiguren afsplitsingen zijn van mentale aspecten van Varenhijt. Deze uitleg van de structuur is sindsdien door andere onderzoekers geaccepteerd; Michel Dupuis vulde deze aan door ook ruimtelijke elementen als een projectie van Varenhijts persoonlijkheid te beschouwen.

### Psychomachia
Interpretator Jan Fontijn omschrijft de literaire constructie van 'Atonale' als een voorbeeld van 'een psychomachia, een allegorisch, droomachtig verslag van een psychische strijd waarin werkelijkheid en verbeelding in elkaar overlopen.' Alle onderzoekers sluiten daar, expliciet of impliciet, bij aan. Dupuis omschrijft psychomachia als een verhaal waarin de romanwereld buiten de held ondergeschikt is gemaakt aan diens innerlijke conflicten, waarbij personages en ruimtelijke elementen aspecten van de psychologie van de hoofdpersoon voorstellen.

### Cyclische bouw
De novelle is verdeeld in dertien hoofdstukjes die zich in vier fasen laten groeperen: de tocht, de beschrijving van - de geschiedenis van - de fabriek, de fase die op de fabriek zelf speelt en begint met het hoofdstuk 'De ongewilde willekeurige dood' en ten slotte de fase waarin Varenhijt, niet op het fabrieksterrein maar in een stad, een oude man in Huize Avondrood is. Het verhaal kent in meerdere opzichten een cyclische structuur. Ten eerste wordt het verloop van de seizoenen nadrukkelijk vermeld zodat duidelijk is dat het verhaal begint en eindigt in de herfst. De seizoenen spelen een rol in het drama omdat met het stijgen der temperatuur krachten buiten Varenhijt om de overhand krijgen. Het brikettenlint vernietigt de fabriek op 'een helle, hete zomerdag.' Uiteraard verwijst ook de naam van de hoofdpersoon naar temperatuur. Ten tweede is er de cyclus van de dag: het verhaal begint op een ochtend en eindigt met het avondrood.
De mislukking van Varenhijts onderneming kondigt zich in het begin al aan, als hij Adelphe en de oude man ontmoet en zich 'een kind in een paardetuig' waant.

### Fabriekscomplex 'Astaroth' identiek aan Varenhijt
De fabriek heet N.V. Verenigde Bedrijven 'Astaroth'; als Varenhijt aan het slot zijn voornaam, Nikol, aan Annie Slibvisser en daarmee aan de lezer bekendmaakt, is duidelijk dat de eerste letters zijn initialen zijn. Tijdens het 'telepathische gesprek' met Adelphe denkt Valentijn: 'Wat jou betreft ben ik een Astaroth', waarmee volgens Vermeiren de identiteit tussen hem en de fabriek gelegd wordt. Het samenvallen van het fabriekscomplex Astaroth en Varenhijt zelf komt ook tot uitdrukking in de gelijktijdigheid: het begin van het brikettenlint verschijnt precies op het moment dat Varenhijt daaraan denkt: '"Het einde moet nu het begin bereiken." Hij had de gedachte nog niet uitgesproken' of het lint arriveert. De fabriek gaat ten onder aan een defect dat correspondeert met een onvolkomenheid in de schepper ervan.

### Nevenfiguren als afsplitsingen van Varenhijt
Alle onderzoekers zijn het erover eens dat de nevenfiguren moeten worden opgevat als afsplitsingen van Varenhijt zelf. Vermeiren ziet twee aanwijzingen die tot die visie op de nevenfiguren stimuleren. De eerste is de bijna 'mediumieke' wens van Abersson in het kantoor van Slibvisser, 'Was Varenhijt er maar', waarna die prompt het kantoor binnen komt lopen. De tweede aanwijzing is de identiteitsrelatiedie Kakus legt met zijn  uitspraak tegen Adelphe: 'En zij zijn allemaal hetzelfde gebleven, allemaal: Mijnheer Varenhijt is hetzelfde gebleven en hij is allemaal.'
Directeur Slibvisser is een gevoelsmens, terwijl Varenhijt gevoel geen kans geeft. Dupuis noemt een reeks van parallellen die uitwijst dat Slibvisser een aspect van Varenhijt is: beiden leiden de fabriek, beiden roken sigaren, ze delen dezelfde vrouw (Maya), beiden zijn oom, espectievelijk voor Annie en voor Albert, beiden krijgen bezoek van Adelphe in hoofdstukjes die 'Ik kom eens met u spreken' heten, de zin waarmee Adelphe zich in beide gevallen introduceert. Als Varenhijt voor Slibvisser staat, fungeren zijn brilleglazen door de lichtweerkaatsing als spiegels.
Al bij de kennismaking met Adelphe blijkt dat Varenheit haar niet aan kan, evenmin als Kakus die zijn 'instinctieve kant' vertegenwoordigt en zich letterlijk aan haar onderwerpt door onder de lift te gaan hangen als zij erin staat. De strijd van de nevenpersonages tegen Varenhijt symboliseren diens innerlijke conflict. Maya probeert zich van het leven te beroven uit protest tegen de kunstmatige wereld, waarop Varenhijt de hulp van Adelphe inroept en dus de afhankelijkheid binnenhaalt en zich in figuurlijke zin op glad ijs begeeft.
De ontmoeting met Adelphe in het hoofdstuk 'Ik kom eens met u spreken (II)'is in feite 'een soort gewetensonderzoek', wat verklaart waarom het geen werkelijk gesprek is. Varenhijts levensvorm steunt op het uitgangspun van de afwezigheid van innerlijke conflicten, zodat de confrontatie met Adelphe het begin van zijn desintegratie vormt, omdat met haar het medelijden zijn wereld binnendringt.

### Allegorie
Volgens Jan Fontijn dringt de allegorische aard van het verhaal zich zodanig op dat het niet mogelijk is om het letterlijk, als een absurd verhaal, te lezen. Toch is de allegorische sleutel moeilijk te ontwaren.
De naam Varenhijt is een spellingsvariant van de temperatuurschaal Fahrenheit, en verwijst, onvermijdelijk, tegelijk naar de natuurkundige van die naam.
Volgens Smulders personifieert Varenhijt de wil, wiens naam volgens hem verwijst naar de natuurkundige Fahrenheit, de vrees om afhankelijk te zijn en de angst voor oncontroleerbare natuurkrachten. De fabriek vervaardigt een warmtebron en streeft er zodoende naar 'om aan de zon zelf gelijk te worden.'
In het voorlaatste hoofdstuk is Varenhijt samengevallen met de oude man die aan het begin met hem schaatste: dit wijst de foto uit. De oude man leek hem te willen waarschuwen en schaatste in harmonie met Varenhijt zodat hun geluiden niet van elkaar te onderscheiden zijn. De oude man en de oude Varenhijt dragen allebei een snor en een montuurloze bril.
Biograaf Otterspeer voegt aan de allegorische duiding van de namen de volgende toe: Slibvisser is 'de meest aardse der vissers', Adelphe betekent in meerdere opzichten 'zuster', Maya is 'Sluier van illusies', Kakus is de zoon van Vulcanus, een boze vuurgod.

## Thematiek
De almachtsfantasie van Varenhijt, gesymboliseerd door het wereldomspannende brikettenlint, bestaat eruit dat hij met de zon en de natuur wil concurreren en een wereld scheppen (Astaroth is 'een eigen heelal') zonder tijdsverloop. Toch is dit onderworpen aan tijd en ruimte, en onderhevig aan de cyclus van geboorte en dood.
Vrouwen spelen een bijzondere rol in het verhaal: zij wekken bij Varenhijt aandacht voor de natuur, genegenheid, en tijdsbesef op. De weigering van Maya om te ademen dreigt de opzet de dood buiten te sluiten te dwarsbomen.
Volgens onderzoeker Wilbert Smulders is de fabriek een symbool van het leven van Varenhijt en zou daarom de vernietiging ervan meteen worden gevolgd door een beschrijving van de bejaarde Varenhijt: de vernietiging staat dan immers symbool voor zijn dood. De betekenis van de fabriek voor Varenhijt zelf is dat deze in drie behoeften voorziet: het verschaffen van een identiteit, een substituut voor erotiek, en bescherming.

### Twijfel, afhankelijkheid, ouderdom, liefde
Volgens Vermeiren zijn er vijf elementen die de onaantastbaarheid van de fabriek, en van Varenhijt, bedreigen en uiteindelijk tenietdoen. De eerste is de twijfel, waardoor Varenhijt bekropen wordt en die gaandeweg zijn kunstmatige wereld ondermijnt. In de opening is het de schaatsende oude man die Varenhijt al onzeker maakt, omdat hij de indruk heeft dat de man door het hoofd te schudden hem voor iets gewichtigs wil waarschuwen. De twijfel gaat onmiddellijk gepaard met afhankelijkheid: van zijn stuk gebracht door de oude man, moet Varenhijt even op Adelphe steunen. Als zijn levensvorm aftakelt, heeft hij haar ondersteuning opnieuw nodig. de overeenkomst met de oude man stempelt ook de ouderdom tot een bedreiging. De vierde is de liefde die Varenhijt voor Adelphe schijnt te voelen en 'liefde is een schimmel waar geen koelkast tegen baat.' Het vijfde element is de herinnering, wat tijdsverloop impliceert.
Varenhijt kan zich er niet toe zetten de zuurstofkraan van Maya geheel dicht te draaien. Daaruit blijkt zijn geestelijke ontreddering en zijn toetreden tot de rijen der zwakkeren. Terwijl de door hem geschapen werkelijkheid ten onder gaat, klampt Varenhijt zich eraan vast als een typisch hermansiaans personage.
Varenhijt eindigt in Huize Avondrood, waarvan de ingang wordt geflankeerd door 'twee groen verweerde Afrodite's', haren en schouders wit van duivenmest.' Zo blijkt zijn uiteindelijke verblijf het huis van de godin van de liefde. Omringd door invaliden en exotische planten en dieren geeft hij zich over aan zijn herinneringen, waarmee de vernietiging en versplintering van zijn identiteit compleet is. Varenhijt staat definitief aan de kant van de zwakkelingen, de tegenhanger van zijn ijzersterke wereld.

### Freud
Huug Kaleis leest het verhaal op freudiaanse aspecten en ziet in de fabriek een 'perfect georganiseerd spijsverteringsstelsel uitmondend in een anus'. Naast de 'warme briketten' die een zwart lint vormen is het belangrijkste product 'strijdgassen'.
Volgens Baudoin Yans zijn de schoorstenen van de fabriek 'fallussymbolen' waarmee Varenhijt de sterren hoopt te bevruchten. Maya is de naam van de aardegod; als Varenhijt haar aan het zuurstof legt, stopt hij een 'gouden vulpotlood' in haar hand: ook hier ziet Yans een fallussymbool dat de wens van bevruchting uitdrukt. De parallel tussen Maya en de aarde krijgt ook via kleuren gestalte: in haar kamer bevinden zich 'sneeuwwitte papegaaien' en 'zwarte rozen', de groeve was een 'zwarte arena in het witte veld'.

### Narcisme en liefde
De naam Astaroth verwijst naar 'de Fenicische godin van de maan, toegewijd aan de liefde en de vruchtbaarheid', aldus Vermeiren, die deze eigenschappen op de hoofdpersoon zelf toepast, die immers samenvalt met de fabriek: het gaat dan om een narcistische liefde en een vruchtbaarheid die het eigen ik wil bestendigen of voort te planten. Aantasting van de narcistische toestand is alleen mogelijk door een op een ander subject gericht liefdesgevoel dat afhankelijkheid met zich meebrengt en zo de egocentrische krachten verslaat.

### Kosmologie
Het hoofdstuk 'Van februari tot mei' bevat de uiteenzetting van Varenhijts werk: als jong ingenieur had hij geordend tot hij alles overzag. 'Zichzelf had Varenhijt niet geordend. Gedeeltelijk had het leven dat gedaan.' Uiteindelijk bleek hij niet vrij, maar een radertje in zijn eigen machine. Volgens Vermeiren is hier sprake van een 'persoonlijke kosmologie' en voldoet Varenhijt hiermee aan de profetische, half-goddelijke, aard die de ware romanheld volgens Hermans is, 'een mythisch schepper'.

## Schrijfstijl
De vertelwijze is gecompliceerd. Niet altijd is duidelijk wat er gebeurt en zelfs valt niet altijd uit te maken of de personages met elkaar in gesprek zijn of slechts denkbeeldige dialogen voeren. Volgens Smulders is de volgorde niet altijd chronologisch. Volgens de plot is de fabriek er voordat Adelphe verschijnt, maar in de tekst van het verhaal gaat haar eerste ontmoeting met Varenhijt aan de beschrijving van de fabriek vooraf.

## Ontstaansgeschiedenis
Blijkens de datering onderaan de novelle was 'Atonale' geschreven tussen 29 oktober 1941 en 3 januari 1942. Ruim vier maanden na de aangegeven datum van voltooiing, op 7 mei, schreef Hermans aan uitgever John Meulenhoff, die belangstelling had getoond om proza van hem uit te geven, dat de 'langere novelle' waaraan hij werkte 'bijna voltooid' was. Op 3 september 1942 stuurde Hermans 'Atonale' aan Meulenhoff. Een kopie liet Hermans lezen aan A.F. de Savornin Lohman, een bevriende jurist en zakenman die er kennelijk niet goed wijs uit kon, want Hermans betreurt in een brief aan hem dat hij kennelijk te veel van het tussen de regels lezen had verwacht. 'Mijn bedoeling was een, zij het wat bizarre, symboliek.' Hermans schreef verder het verhaal, dat de lezer onmiddellijk duidelijk had moeten zijn, als mislukt te beschouwen.

## Publicatiegeschiedenis
In 1947, vijf jaar nadat de novelle geschreven was, stuurde Hermans het verhaal naar De Vlaamsche Gids, waar het te lang werd bevonden.
De eerste publicatie vond plaats in het tijdschrift Podium van september-oktober 1951, jaargang 7, aflevering 5, pp. 326–361. Daar had het de ondertitel 'een moderne sage'. In een brief aan de redactiesecretaris had hij het een '"prille" novelle' genoemd.
In 1961 nam Hermans het op in de tweede druk van Moedwil en misverstand.

### Later geschrapte passage in Podium
Koen Vermeiren is de enige onderzoeker die erop heeft gewezen dat de tijdschriftversie uit 1951 op bladzijde 332-333 een passage bevat die de auteur wegliet toen de novelle aan de verhalenbundel werd toegevoegd. Deze passage wijst uit dat Varenhijt en niet directeur Slibvisser de fabriek bestiert:

Slibvisscher ontsloeg nooit, nam evenmin aan. Hij had maar eenmaal aangenomen: Varenhijt. Varenhijt koos het hogere personeel, mensen die hij nooit zou behoeven te ontslaan en die weer ondergeschikten zouden kiezen, die ook nooit ontslagen zouden behoeven te worden. Een van deze laatsten had Kakus gekozen. Kakus was een vergissing; Varenhijt voelde hem als een vergissing van zich zelf. Hij behield Kakus. Viel hij Kakus af, dan moest hij het hele personeel afvallen: een onmogelijkheid.

### Later geschrapte passage in de eerste druk
In 1961 verscheen de tweede druk van Moedwil en misverstand, waarvoor de auteur de inmiddels veertien jaar oude tekst uit 1947 grondig naliep, ook het taalgebruik van 'Atonale'. Hij schrapte een beschrijving van het gezicht van Adelphe als een landschap in zijn geheel:

de meren van haar ogen, de vlakte die haar voorhoofd was, de rietzoom van haar wenkbrauwen, de bergrug van haar neus, het ravijn van haar mond

## Waardering
Het verhaal wordt gezien als een voorbeeld van, of op zijn minst verwant aan het surrealisme en expressionisme. Onderzoeker Dupuis ziet met name enkele ondergangsverhalen van Bordewijk als een invloed. De overeenkomsten zijn dat bijfiguren en elementen uit het decor overdrachtelijk moeten worden opgevat, de toepassing van expressionistische procédés, de kernachtige uitdrukkingswijze en de onderverdeling van de novelle in getitelde hoofdstukjes. Hij roept 'Atonale' uit tot 'het prototype van de Hermansiaanse roman'.
In 1989 gaf Hermans toe dat hij 'nooit erg veel van dat verhaal gehouden [had]', omdat hij het indertijd 'een verschrikkelijk verhaal' vond en het hem 'veel moeite gekost' had om het te schrijven. Niettemin bestaat er veel secundaire literatuur over het verhaal. Zo mondt het proefschrift van Baudoin Yans over Hermans' filosofische denkbeelden uit in een twintig bladzijden tellende analyse van 'Atonale' als exemplarisch voorbeeld van 'Hermans' mensbeeld in een notedop'. Otterspeer noemt het dan ook 'een van zijn beroemdste verhalen'.
Ruim zeventig jaar na de eerste publicatie schreef literatuurcritica Toef Jaeger in NRC Handelsblad van 29 oktober 2020 over 'Atonale' dat het 'een van de mooiste verhalen uit de Nederlandse literatuur' is.'

## Verklarende noten
1. ↑  De aangewezen bron om de gegevens van de eerste publicatie aan te ontlenen zouden de door het Huygens Instituut voor Nederlandse Geschiedenis verzorgde Volledige Werken van Hermans zijn, maar in het betreffende deel 7 staat niet vermeld in welk nummer van Podium 'Atonale' verscheen.

## Verwijzende noten
1. 1 2  Otterspeer (2013), 379
2. 1 2  Jaeger (2020)
3. ↑  Dupuis (1985), 137, 149
4. ↑  Fontijn (1971), 285
5. 1 2  Vermeiren (1986), 55
6. ↑  Vermeiren (1986), 54
7. 1 2 3  Dupuis (1985), 148
8. ↑  Popelier (1979), 24
9. ↑  Fontijn (1971), 291
10. 1 2  Fontijn (1971), 287
11. 1 2 3  Fontijn (1971), 288
12. 1 2  Fontijn (1971), 292
13. 1 2  Vermeiren (1986), 58
14. ↑  Vermeiren (1986), 68
15. 1 2 3  Smulders (1989), 91
16. 1 2  Vermeiren (1986), 57
17. ↑  Dupuis (1985), 151
18. ↑  Fontijn (1971), 291; Smulders (1989), 92
19. ↑  Vermeiren (1986), 60
20. ↑  Vermeiren (1986), 61
21. ↑  Smulders (1989), 90
22. ↑  Fontijn (1971), 295
23. ↑  Yans (1992), 466
24. ↑  Otterspeer (2013), 383
25. ↑  Fontijn (1971), 288-289
26. ↑  Smulders (1995), 87
27. ↑  Smulders (1995), 113
28. ↑  Vermeiren (1986), 56
29. ↑  Geciteerd in Vermeiren (186), 57
30. ↑  Vermeiren (1986), 67
31. ↑  Vermeiren (1986), 70
32. ↑  Vermeiren (1986), 71
33. ↑  Kaleis (1970), 334
34. 1 2  Yans (1992), 460
35. ↑  Yans (1992) 461 en noot 15
36. ↑  Vermeiren (1986), 63
37. ↑  Smulders (1989), 92
38. ↑  Smulders (1989), 93
39. ↑  Huygens Instituut (2006), 619, 682 noot 17
40. ↑  Huygens Instituut (2006), 619, 682 noot 18
41. ↑  Geciteerd in Huygens Instituut, 620
42. ↑  Vermeiren (1986), 176 noot 11
43. ↑  Huygens Instituut (2006), 682 noot 22
44. ↑  Huygens Instituut (2006), 620
45. ↑  Geciteerd in Vermeiren (1986), 57
46. ↑  Huygens Instituut (2006), 637
47. ↑  Geciteerd in Huygens Instituut (2006), 637
48. ↑  Dupuis (1985), 137
49. ↑  Geciteerd in Huygens Instituut (2006), 620
50. ↑  Yans (1992), 457-477